# Mobitel (operater)
Mobitel je bil prvi slovenski mobilni operater. Od novembra 2013, ko je Telekom Slovenije izvedel združitev blagovnih znamk v eno krovno blagovno znamko, je Mobitel ime za storitve na mobilnem segmentu in ime mobilnega omrežja Telekoma Slovenije, s katerim podjetje ponuja mobilne komunikacije GSM, UMTS in LTE.

## Zgodovina
Družba Mobitel je bila ustanovljena oktobra 1991. Ustanovitelj družbe je bilo tedanje poštno in telekomunikacijsko podjetje PTT Ljubljana in kasneje pridružena druga slovenska PTT podjetja. Istega leta je podjetje poskusno vzpostavilo analogno omrežje NMT za mobilno telefonijo v Sloveniji.
V letu 1994 PTT Slovenija loči poštne in telekomunikacijske dejavnosti ter telekomunikacijske dejavnosti in infrastrukturo prenese na novoustanovljeni Telekom Slovenije. Telekom Slovenije tako v letu 1995 postane lastnik družbe Mobitel, ki z vladnim odlogom tudi postane nacionalni operater digitalnih mobilnih komunikacij. Mobitel leta 1996 zgradi svoje GSM omrežje in postane član mednarodnega združenja GSM Association, kar omogoči sklenitev prvih pogodb o medsebojnem gostovanju v omrežjih v tujini (roaming). 
V letu 2001 je bilo omrežje posodobljeno za prenos podatkov prek GPRS, od leta 2002 omrežje podpira večpredstavna sporočila MMS, z letom 2003 so uporabnikom omrežja na voljo večpredstavne vsebine na mobilnem portalu.
Novembra 2001 je družba pridobila koncesijsko pogodbo za vzpostavitev tretje generacije mobilnih telekomunikacij UMTS, ki je bilo vzpostavljeno decmebra 2003 (med prvimi na svetu). Leta 2008 je celotno UMTS omrežje nadgrajeno s tehnologijama HSDPA in HSUPA, aprila 2010 pa še s tehnologijo HSPA+, kar je v omrežju omogočilo višje hitrosti prenosa podatkov.
Vzporedno se je gradilo tudi omrežje četrte generacije mobilnih telekomunikacij LTE, ki je bilo v juniju 2011 preizkusno vspostavljeno na frekvenčnem področju 1800 MHz.
Julija 2011 je bil Mobitel uradno pridružen podjetju Telekom Slovenije, ki je prevzelo vse njegove dejavnosti.